# کیات میانمار
کیات (به برمه‌ای: ကျပ်) نام یکای پول کشور میانمار (برمه) است؛ که کد ایزو ۴۲۱۷ MMK است. هر کیات به صد پیا تقسیم می‌شود.
واژه کیات ریشه در یکایی باستانی برابر با ۱۶٫۳ گرم نقره دارد.

## تاریخچه

### کیات نخست، ۱۸۵۲-۱۸۸۹

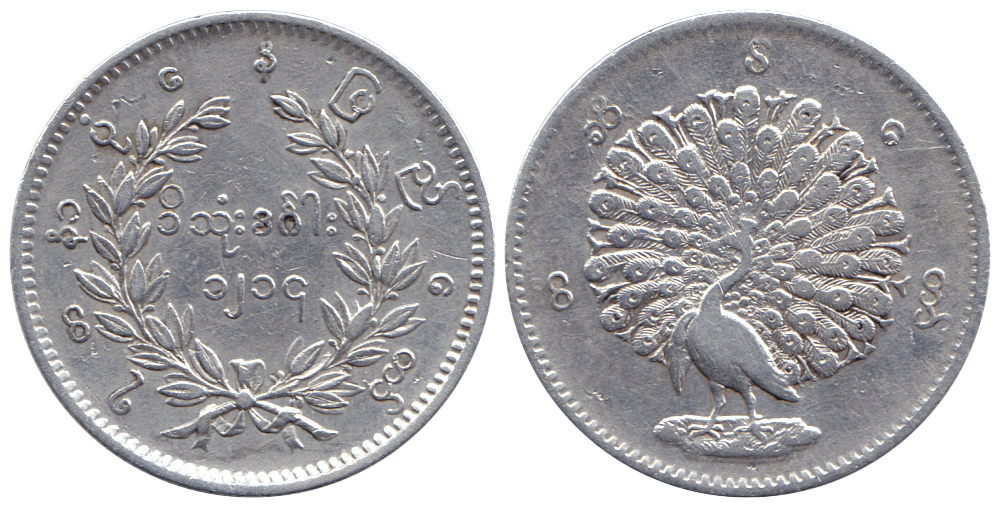
سکه نقره سال ۱۸۵۳

نخستین کیات تنها شامل سکه می‌شد و اسکناسی را در بر نمی‌گرفت. هر ۱۶ کیات نقره با ۱ کیات طلا برابر بود.

### کیات دوم، ۱۹۴۳-۱۹۴۵
با اشغال برمه توسط ژاپن در ۱۹۴۲، روپیه برمه به عنوان یکای پول معرفی شد.

### کیات سوم، ۱۹۵۲-تاکنون
کیات سوم در تاریخ یکم ژوئیه ۱۹۵۲ معرفی شد.

## اسکناس‌ها

### کیات نخست
این سری تنها سکه داشت و اسکناسی را شامل نمی‌شد.

### کیات دوم
| سری ۱۹۴۴-۴۵ | سری ۱۹۴۴-۴۵ | سری ۱۹۴۴-۴۵ | سری ۱۹۴۴-۴۵ | سری ۱۹۴۴-۴۵ | سری ۱۹۴۴-۴۵                         | سری ۱۹۴۴-۴۵           | سری ۱۹۴۴-۴۵  |
| نگاره       | نگاره       | بها         | ابعاد       | رنگ         | شرح                                 | شرح                   | تاریخ انتشار |
| رو          | پشت         | بها         | ابعاد       | رنگ         | رو                                  | پشت                   | تاریخ انتشار |
| ----------- | ----------- | ----------- | ----------- | ----------- | ----------------------------------- | --------------------- | ------------ |
|             |             | K ۱/-       | ۱۰۹ × ۶۳ mm | آبی         | طاووس، بها و طلوع خورشید در پس‌زمینه | کاخ مندلی             | ۱۹۴۴         |
|             |             | Ks. ۵/-     | ۱۳۰ × ۷۲ mm | قرمز        | طاووس، بها و طلوع خورشید در پس‌زمینه | کاخ مندلی             | ۱۹۴۴         |
|             |             | Ks. ۱۰/-    | ۱۴۶ × ۸۴ mm | سبز         | طاووس، بها و طلوع خورشید در پس‌زمینه | کاخ مندلی             | ۱۹۴۴         |
|             |             | Ks. ۱۰۰/-   | ۱۶۰ × ۹۰ mm | نارنجی روشن | طاووس، بها و طلوع خورشید در پس‌زمینه | کاخ مندلی             | ۱۹۴۴         |
|             |             | Ks. ۱۰۰/-   | ۱۵۵ × ۹۵ mm | آبی تیره    | طاووس، بها و با ماو                 | کاخ مندلی، ناگا و بها | ۱۹۴۵         |

### کیات سوم
| سری ۱۹۶۵ | سری ۱۹۶۵ | سری ۱۹۶۵ | سری ۱۹۶۵    | سری ۱۹۶۵          | سری ۱۹۶۵ | سری ۱۹۶۵              | سری ۱۹۶۵      |
| نگاره    | نگاره    | بها      | ابعاد       | رنگ               | شرح      | شرح                   | تاریخ انتشار  |
| رو       | پشت      | بها      | ابعاد       | رنگ               | رو       | پشت                   | تاریخ انتشار  |
| -------- | -------- | -------- | ----------- | ----------------- | -------- | --------------------- | ------------- |
|          |          | K ۱/-    | ۱۱۵ × ۶۶ mm | ارغوانی و خاکستری | آنگ سان  | ماهیگیر دریاچه اینله  | ۳۰ آوریل ۱۹۶۵ |
|          |          | Ks. ۵/-  | ۱۵۰ × ۷۰ mm | سبز               | آنگ سان  | کشاورز و گاو          | ۱۹۶۵          |
|          |          | Ks. ۱۰/- | ۱۵۹ × ۸۱ mm | قرمز              | آنگ سان  | زنی پنبه برداشت می‌کند | ۱۹۶۵          |
|          |          | Ks. ۲۰/- | ۱۶۹ × ۹۰ mm | قهوه‌ای            | آنگ سان  | تراکتور               | ۱۹۶۵          |

اسکناس‌هایی که در سال ۱۹۷۲ چاپ شدند توسط شرکتی آلمانی به چاپ رسیدند.
| سری ۱۹۷۲-۱۹۸۸ | سری ۱۹۷۲-۱۹۸۸ | سری ۱۹۷۲-۱۹۸۸ | سری ۱۹۷۲-۱۹۸۸ | سری ۱۹۷۲-۱۹۸۸       | سری ۱۹۷۲-۱۹۸۸    | سری ۱۹۷۲-۱۹۸۸         | سری ۱۹۷۲-۱۹۸۸   |
| نگاره         | نگاره         | بها           | ابعاد         | رنگ                 | شرح              | شرح                   | تاریخ انتشار    |
| رو            | پشت           | بها           | ابعاد         | رنگ                 | رو               | پشت                   | تاریخ انتشار    |
| ------------- | ------------- | ------------- | ------------- | ------------------- | ---------------- | --------------------- | --------------- |
|               |               | K ۱/-         | ۱۲۴ × ۶۰ mm   | سبز                 | آنگ سان          | دستگاه ریسندگی        | ۳۱ اکتبر ۱۹۷۲   |
|               |               | Ks. ۵/-       | ۱۳۶ × ۷۰ mm   | آبی                 | آنگ سان          | نخل                   | ۳۱ اکتبر ۱۹۷۳   |
|               |               | Ks. ۱۰/-      | ۱۴۶ × ۸۰ mm   | قرمز مایل به قهوه‌ای | آنگ سان          | کاسه پذیرایی          | ۳۰ ژوئن ۱۹۷۳    |
|               |               | Ks. ۱۵/-      | ۱۴۹ × ۷۱ mm   | سبز روشن            | آنگ سان          | دست‌سازه چوبی برمه‌ای   | ۱ اوت ۱۹۸۶      |
|               |               | Ks. ۲۵/-      | ۱۵۵ × ۹۰ mm   | نارنجی              | آنگ سان          | موجود اسطوره‌ای برمه‌ای | ۳ نوامبر ۱۹۸۵   |
|               |               | Ks. ۳۵/-      | ۱۵۵ × ۷۴ mm   | بنفش                | آنگ سان          | تندیس                 | ۱ اوت ۱۹۸۶      |
|               |               | Ks. ۴۵/-      | ۱۵۸ × ۷۷٫۵ mm | سبزآبی              | تاکین پو هلا گیی | کارگران و چاه نفت     | ۲۲ سپتامبر ۱۹۸۷ |
|               |               | Ks. ۵۰/-      | ۱۶۶ × ۱۰۰ mm  | زرد و قهوه‌ای        | آنگ سان          | تندیس                 | ژوئیه ۱۹۷۹      |
|               |               | Ks. ۷۵/-      | ۱۶۱ × ۷۷ mm   | قهوه‌ای              | آنگ سان          | تندیس                 | ۱۰ نوامبر ۱۹۸۵  |
|               |               | Ks. ۹۰/-      | ۱۶۷ × ۸۰ mm   | سبز روشن            | سایا سان         | کشاورزان شخم‌زن        | ۲۲ سپتامبر ۱۹۸۷ |
|               |               | Ks. ۱۰۰/-     | ۱۷۶ × ۱۱۰ mm  | سبز روشن            | آنگ سان          | قایق                  | ۱ اوت ۱۹۷۶      |

در سال ۲۰۱۹ پس از گذشت ۳۰ سال نگاره آنگ سان به روی اسکناس‌ها بازگشت.
| سری ۱۹۸۹-تاکنون | سری ۱۹۸۹-تاکنون | سری ۱۹۸۹-تاکنون | سری ۱۹۸۹-تاکنون | سری ۱۹۸۹-تاکنون                       | سری ۱۹۸۹-تاکنون | سری ۱۹۸۹-تاکنون                 | سری ۱۹۸۹-تاکنون             |               |             |          |        |              |
| نگاره           | نگاره           | بها             | ابعاد           | رنگ                                   | شرح             | شرح                             | تاریخ انتشار                |               |             |          |        |              |
| رو              | پشت             | بها             | ابعاد           | رنگ                                   | رو              | پشت                             | تاریخ انتشار                |               |             |          |        |              |
| --------------- | --------------- | --------------- | --------------- | ------------------------------------- | --------------- | ------------------------------- | --------------------------- | ------------- | ----------- | -------- | ------ | ------------ |
|                 |                 | P ۵۰            | ۱۱۰ × ۵۵ mm     | رو: ارغوانی و نارنجی پشت: رنگارنگ     | قایق            | زیروروکاری                      | ۲۷ مارس ۱۹۹۴                |               |             |          |        |              |
|                 |                 | K ۱/-           | ۱۱۰ × ۵۵ mm     | نارنجی                                | آنگ سان         | زیروروکاری                      | ۱ مارس ۱۹۹۰                 |               |             |          |        |              |
|                 |                 | K ۱/-           | ۱۱۰ × ۵۵ mm     | آبی و ارغوانی                         | تندیس شیر       | پاروزنی در دریاچه، یانگون       | ۳۱ اکتبر ۱۹۹۶               |               |             |          |        |              |
|                 |                 | Ks. ۵/-         | ۱۳۰ × ۶۰ mm     | قهوه‌ای و آبی                          | تندیس شیر       | بازی محلی برمه‌ای                | ۱ مه ۱۹۹۵                   |               |             |          |        |              |
| ۱۹۹۷            |                 | Ks. ۵/-         | ۱۳۰ × ۶۰ mm     | قهوه‌ای و آبی                          | تندیس شیر       | بازی محلی برمه‌ای                |                             |               |             |          |        |              |
|                 |                 | Ks. ۱۰/-        | ۱۳۰ × ۶۰ mm     | ارغوانی                               | تندیس شیر       | قایق                            | ۱ مه ۱۹۹۵                   |               |             |          |        |              |
| ۱۹۹۷            |                 | Ks. ۱۰/-        | ۱۳۰ × ۶۰ mm     | ارغوانی                               | تندیس شیر       | قایق                            |                             |               |             |          |        |              |
|                 |                 | Ks. ۲۰/-        | ۱۴۵ × ۷۰ mm     | سبز                                   | تندیس شیر       | پارک مردم و فواره فیل، یانگون   | ۲۷ مارس ۱۹۹۴                |               |             |          |        |              |
|                 |                 | Ks. ۵۰/-        | ۱۴۵ × ۷۰ mm     | نارنجی و قهوه‌ای                       | تندیس شیر       | صنعتگر لاک                      | ۲۷ مارس ۱۹۹۴                |               |             |          |        |              |
| ۱۹۹۷            |                 | Ks. ۵۰/-        | ۱۴۵ × ۷۰ mm     | نارنجی و قهوه‌ای                       | تندیس شیر       | صنعتگر لاک                      |                             |               |             |          |        |              |
|                 |                 | Ks. ۱۰۰/-       | ۱۴۵ × ۷۰ mm     | آبی، سبز و صورتی                      | تندیس شیر       | بازسازی معبد                    | ۲۷ مارس ۱۹۹۴                |               |             |          |        |              |
| [ ۳ ]           | [ ۴ ]           | Ks. ۱۰۰/-       | ۱۴۵ × ۷۰ mm     | آبی، سبز و صورتی                      | تندیس شیر       | بازسازی معبد                    | ۲۷ مارس ۱۹۹۴                | Ks. ۲۰۰/-     | ۱۶۵ × ۸۰ mm | سبز تیره | فیل‌ران | ۲۷ مارس ۱۹۹۰ |
| [ ۳ ]           | [ ۴ ]           |                 |                 | ۱۵۰ × ۷۰ mm                           | تندیس شیر       | ۱۱ دسامبر ۲۰۰۴                  |                             | Ks. ۲۰۰/-     | ۱۶۵ × ۸۰ mm | سبز تیره | فیل‌ران | ۲۷ مارس ۱۹۹۰ |
| [ ۵ ]           | [ ۶ ]           | Ks. ۵۰۰/-       | ۱۶۵ × ۸۰ mm     | ارغوانی و قهوه‌ای                      | تندیس شیر       | رنگ‌آمیزی شدن تندیس ماها باندولا | ۲۷ مارس ۱۹۹۴                | Ks. ۲۰۰/-     |             | سبز تیره | فیل‌ران |              |
|                 |                 | Ks. ۵۰۰/-       | ۱۵۰ × ۷۰ mm     | ارغوانی و قهوه‌ای                      | تندیس شیر       | رنگ‌آمیزی شدن تندیس ماها باندولا | ۱۰ اکتبر ۲۰۰۴               |               |             |          |        |              |
|                 |                 | Ks. ۵۰۰/-       | ۱۵۰ × ۷۰ mm     | قرمز و صورتی                          | تندیس شیر       | آنگ سان                         | ۱۹ ژوئیه ۲۰۲۰               |               |             |          |        |              |
|                 |                 | Ks. ۱,۰۰۰/-     | ۱۶۵ × ۸۰ mm     | سبز و ارغوانی                         | تندیس شیر       | وزارت دارایی                    | نوامبر ۱۹۹۸                 |               |             |          |        |              |
|                 |                 | Ks. ۱,۰۰۰/-     | ۱۵۰ × ۷۰ mm     | سبز و ارغوانی                         | تندیس شیر       | وزارت دارایی                    | ۱۱ اکتبر ۲۰۰۴               |               |             |          |        |              |
|                 |                 | Ks. ۱,۰۰۰/-     | ۱۵۰ × ۷۰ mm     | آبی                                   | تندیس شیر       | آنگ سان                         | قوه مقننه میانمار، نایپیداو | ۴ ژانویه ۲۰۲۰ |             |          |        |              |
|                 |                 | Ks. ۵,۰۰۰/-     | ۱۵۰ × ۷۰ mm     | نارنجی و صورتی                        | تندیس شیر       | فیل سفید                        | قوه مقننه میانمار، نایپیداو | ۱ اکتبر ۲۰۰۹  |             |          |        |              |
|                 |                 | Ks. ۱۰,۰۰۰/-    | ۱۵۰ × ۷۰ mm     | آبی، قرمز، ارغوانی، سبز، قهوه‌ای و زرد | نشان ملی        | کاخ مندلی                       | ۱۵ ژوئن ۲۰۱۲                |               |             |          |        |              |